# Тропісетрон
Тропісетрон (англ. Tropisetron, лат. Tropisetronum) — лікарський препарат, який є похідним індолу, що застосовується для лікування захворювань травної системи, який є стимулятором виключно серотонінових рецепторів. Тропісетрон застосовується як перорально, так і парентерально. Тропісетрон уперше синтезований у 1982 році в лабораторії компанії «Sandoz», та застосовується у клінічній практиці з 1992 року.

## Фармакологічні властивості
Тропісетрон — синтетичний лікарський засіб, який є похідним індолу. Механізм дії препарату полягає у блокуванні як центральних, так і периферичних, серотонінових рецепторів 5-HT3, наслідком чого є гальмування блювотного рефлексу, що призводить до зменшення або усунення післяопераційної нудоти та блювання. Тропісетрон переважно застосовується для лікування післяопераційної нудоти і блювання, а також нудоти і блювання, які спричинені цитотоксичною хімієтерапією та променевою терапією. Експериментально препарат застосовується також для усунення больового синдрому при фіброміалгії.

### Фармакокінетика
Тропісетрон швидко та добре всмоктується після перорального застосування, біодоступність препарату складає 60 % при пероральному застосуванні, при збільшенні дози до 45 мг біодоступність збільшується до 100 %. При внутрішньовенному введенні препарату біодоступність складає 100 %. Максимальна концентрація тропісетрону в крові досягається протягом 3 годин після перорального прийому препарату. Ондансетрон добре (на 71 %) зв'язується з білками плазми крові. Препарат метаболізується в печінці з утворенням неактивних метаболітів. Виводиться тропісетрон із організму переважно з сечею у вигляді метаболітів, частково препарат виводиться з калом. Період напіввиведення препарату в осіб із швидким метаболізмом становить 8 годин, у осіб із уповільненим метаболізмом цей час збільшується до 30 годин.

## Показання до застосування
Тропісетрон застосовується для лікування післяопераційної нудоти і блювання, а також нудоти і блювання, які спричинені цитотоксичною хімієтерапією та променевою терапією.

## Побічна дія
При застосуванні тропісетрону спостерігається наступні побічні ефекти:
- Алергічні реакції — шкірний висип,, кропив'янка, анафілактичний шок, гарячка, еритема шкіри, бронхоспазм, задишка, синдром Лаєлла.
- З боку нервової системи — головний біль, запаморочення, сонливість, підвищена втомлюваність, втрата свідомості.
- З боку травної системи — діарея або запор, втрата апетиту, біль у животі.
- З боку серцево-судинної системи — колапс, артеріальна гіпотензія або гіпертензія, біль у грудній клітці, приливи крові.

## Протипокази
Тропісетрон протипоказаний при підвищеній чутливості до препарату, при вагітності та годуванні грудьми, дітям у віці до 2 років.

## Форми випуску
Тропісетрон випускається у вигляді желатинових капсул по 0,005 г; 0,1 % розчину для ін'єкцій у ампулах по 2 і 5 мл.